# Scuola europea
Le scuole europee sono scuole aventi per scopo accogliere i figli dei funzionari dell'Unione europea ma anche alunni generici e di offrire loro un insegnamento completo (scuola materna, elementare, secondaria inferiore e superiore) nelle loro rispettive lingue materne, come precisato nell'art.1 del suo statuto.
Presenti in numerosi Stati membri dell'Unione europea laddove sia presente una sede di istituzioni europee, oggi ve ne sono 14. Caratterizzate da un programma comune esito del confronto dei programmi scolastici nazionali dei 27 paesi membri e da un insegnamento di tre lingue straniere.

## Storia
Il progetto delle scuole europee nacque nel mese di ottobre 1953 a Lussemburgo, su iniziativa dei funzionari della Comunità europea del carbone e dell'acciaio con il sostegno delle istituzioni della Comunità e del governo lussemburghese. La prima scuola europea sorse in quell'anno in un sobborgo della città di Lussemburgo, per i figli dei funzionari della Comunità europea del carbone e dell'acciaio. Fu in partenza un esperimento per uniformare gli standard di insegnamento tra i paesi della CECA. Diversi governi e ministeri della pubblica istruzione cooperarono in materia di corsi di studio, di nomina di insegnanti indicendo bandi di concorso nazionali, di ispezione e di riconoscimento dei livelli raggiunti. I risultati positivi di questo esperimento educativo incoraggiarono la Comunità economica europea a promuovere la creazione di altre scuole europee in altri paesi dell'Unione al sorgere di nuove sedi di istituzioni europee.
Nel mese di aprile 1957, il futuro della scuola europea di Lussemburgo e delle altre successive scuole europee è stato garantito dallo "Statuto delle scuole europee", trattato fra gli Stati membri della Comunità. La firma del protocollo ha fatto della scuola di Lussemburgo la prima scuola europea ufficialmente riconosciuta come tale. Nel mese di luglio 1959 vi ebbe luogo la prima licenza liceale europea,  titolo rispondente ai requisiti di base di tutte le università degli Stati membri. Il Regno Unito ha aderito a tale statuto nel 1972. La convenzione che attualmente definisce lo statuto delle scuole europee risale al 1994. Le scuole sono così stabilite mediante un decreto intergovernativo, esteso a quest'oggi a tutti i 27 stati che costituiscono l'Unione europea.

## Descrizione generale
La specificità dell'insegnamento è fondato sui seguenti principi ripresi nel art.4 e art. 11 dello statuto e prevede :
- l'insegnamento è fondato sulla madrelingua dell'allievo, qualunque essa sia fra la ventina di lingue ufficiali dell'Unione Europea.
- gli allievi seguono un insegnamento armonizzato, vale a dire che i programmi sono identici per tutte le sezioni linguistiche di tutte le scuole europee.
- le scuole ospitano diverse sezioni linguistiche nelle quali si mescolano diverse culture, portando così gli allievi a sviluppare un'apertura nei confronti della diversità ed uno spiccato senso europeista.[5]

Le scuole europee sono dirette da un'istituzione intergovernamentale, il "Consiglio superiore delle scuole europee", fondato da un trattato internazionale: la "Convenzione recante statuto delle scuole europee", come viene citato nell'articoli 1, 2 e 3. Il sistema è finanziato dagli Stati membri dell'Unione europea e dalla Commissione europea come citato nel preambolo e nell'art.25 dello Statuto.
Al termine dei loro studi, gli allievi delle scuole europee conseguono la licenza liceale europea, comunemente denominata "baccalaureato europeo", riconosciuta d'ufficio e per statuto (articolo 5), equivalente a tutti i diplomi di maturità dei 27 Stati membri dell'Unione europea.

## Gli organi

### L'associazione dei genitori
L'articolo 23 dello Statuto definisce il ruolo specifico dell'associazione dei genitori, nel funzionamento e nell'organizzazione delle scuole europee. Si prefigge come obiettivo quello di difendere e promuovere gli interessi dei genitori e degli alunni nel Consiglio di amministrazione di ciascuna scuola. L'associazione che federa le associazioni dei genitori di tutte le scuole europee ("Interparentes"), partecipa al Consiglio dei governatori, l'organo supremo del Consiglio superiore delle scuole europee.
L'associazione dei genitori gestisce inoltre gli scuolabus, la mensa ed il dopo-scuola (attività sportive e culturali).

### Il consiglio superiore degli alunni
Il ruolo del Consiglio superiore degli alunni (CoSup), è inquadrato nell'ambito della "Procedura elettorale per i Rappresentanti degli allievi appartenenti al sistema delle scuole europee", votato ad Atene dal Consiglio superiore.  rappresenta tutti i comitati degli studenti delle scuole europee. Fu ufficialmente riconosciuto dal Consiglio superiore delle scuole europee il 31 gennaio 2006 ed è l'unico organismo di rappresentanza degli alunni in tutte le commissioni del sistema delle scuole europee.
I membri, in numero di 27, sono eletti dagli studenti di ogni comitato ed hanno l'obbligo di riferire alla comunità scolastica. Il suo obiettivo è di dare rappresentanza alle opinioni, idee e punti di vista degli alunni, per essere prese in considerazione dal Consiglio superiore delle scuole europee e dagli altri organi amministrativi. Il CoSup si occupa anche di creare attività comuni a tutte le scuole.

## Obiettivi formativi
Gli obiettivi delle scuole europee sono definiti nelle parole di uno dei padri dell'Europa, Jean Monnet, nel 1953: "Educati fianco a fianco, liberati fin dalla più giovane età dai pregiudizi che generano divisioni, iniziati alla conoscenza della bellezza e dei valori delle diverse culture, crescendo prenderanno coscienza di doversi ispirare alla solidarietà. Senza smettere di guardare alle loro patrie con amore e orgoglio, diventeranno, nello spirito, degli Europei, ben preparati a completare e consolidare l'opera intrapresa dai loro padri per l'avvento di un'Europa unita e prospera.". Al momento della costruzione di ogni nuova scuola europea, questa frase viene stampata su pergamena e sotterrata nelle sue fondamenta, per sottolinearne la sua importanza.

## Gli studi

### Materie di insegnamento
Il corso di studi, controllato dalla Commissione degli ispettori e dal Consiglio superiore delle scuole europee, è comune a tutte le 14 scuole europee e a tutte le sezioni linguistiche.
Il corso di studi proposto è esigente nei confronti degli allievi e non include la possibilità di fare ricorso all'avviamento professionale al fine di evitare l'insegnamento accademico.
Le seguenti discipline sono obbligatorie nei sette anni della scuola secondaria (equivalente alla scuola media più il liceo nel sistema italiano):
- Lingua 1 (lingua materna)
- Lingua 2 (prima lingua straniera, da scegliere fra: francese, inglese o tedesco)
- Lingua 3 (seconda lingua straniera, da scegliere fra una delle lingue ufficiali dell'Unione europea)
- Lingua 4 (terza lingua straniera, da scegliere fra le stesse lingue di lingua 3)
- Matematica
- Scienza: fisica, chimica e biologia
- Storia
- Geografia
- Filosofia
- Morale / religione
- Educazione fisica

L'arte e la musica sono obbligatorie per i primi due anni, mentre lo studio di una seconda lingua straniera è obbligatorio dal secondo al quinto anno. Lo studio della filosofia è imposto negli ultimi due anni. Vi è una piccola gamma di opzioni per gli anni quarto e quinto, fra cui la possibilità di studiare economia e una terza o quarta lingua straniera. La scelta di opzioni è di gran lunga più ampia per gli ultimi due anni.
Storia e geografia vengono studiate nella prima lingua straniera dell'allievo a partire dal terzo anno di scuola media. La scienza è insegnata come disciplina unica (scienze integrate) durante i primi tre anni, mentre nel corso del successivo biennio, le scienze sono invece insegnate sotto forma di tre discipline distinte: fisica, chimica e biologia. Per l'ultimo biennio deve essere scelta almeno una delle tre discipline scientifiche.

### Lingue
Tutte le lingue straniere sono insegnate utilizzando il metodo diretto, vale a dire che vengono insegnate direttamente nella lingua da imparare. Queste lezioni di lingue straniere sono condivise con gli studenti provenienti dalle altre sezioni linguistiche all'interno di ogni scuola. L'idea è quella di incoraggiare gli studenti ad usare la lingua che stanno imparando come un mezzo di comunicazione attraversando la barriera tra sé e gli studenti delle altre sezioni linguistiche.
A partire dal terzo anno, la storia e la geografia (e dal quarto anno l'economia) sono insegnate nella prima lingua straniera.

## Il baccellierato europeo
Il baccellierato europeo è il diploma scolastico rilasciato agli allievi che abbiano concluso con successo il loro percorso scolastico in una scuola europea. Tale titolo di studio è riconosciuto equivalente a tutti i diplomi nazionali dei 27 paesi dell'Unione europea che sanciscono la fine della scuola superiore. 
Il baccalaureato europeo viene conseguito al termine del settimo anno del ciclo secondario ed è conseguibile unicamente in una delle scuole europee. Questo diploma va nettamente distinto dal baccalaureato internazionale e dalla maturità italiana.

## Sedi
Al mese di luglio del 2020, esistono tredici Scuole europee in sei stati dell'Unione europea. Queste scuole sono chiamate scuole di Tipo I Ecco l'elenco:
- Belgio:
  - Bruxelles 1 - Uccle e Berkendael
  - Bruxelles 2 - Woluwé
  - Bruxelles 3 - Ixelles
  - Bruxelles 4 - Laeken
  - Mol
- Germania
  - Francoforte sul Meno
  - Karlsruhe
  - Monaco di Baviera
- Italia
  - Varese

- Lussemburgo
  - Lussemburgo 1 - Kirchberg
  - Lussemburgo 2 - Mamer
- Paesi Bassi
  - Bergen
- Spagna
  - Alicante

In alcuni paesi sede di istituzioni comunitarie, esistono delle scuole nazionali che seguono i programmi in vigore nelle Scuole Europee classiche. Queste scuole sono scuole di Tipo II, oggi chiamate anche "scuole accreditate".. Ecco l'elenco:
- Finlandia
  - Helsinki
- Francia
  - Strasburgo
  - Manosque
- Germania
  - Bad Vilbel
- Grecia
  - Candia
- Irlanda
  - Dunshaughlin
- Italia
  - Parma
  - Brindisi
- Paesi Bassi
  - L'Aia